# 史考特·佛利
史考特·佛利（英語：Scott Kellerman Foley，1972年7月15日—）是美國的一位演員、導演和編劇。他出演過實習醫生格雷等電視劇。佛利出生在堪薩斯城，是家中三個男孩中的長男。他的父親是一位國際銀行員，因此他的童年時代在澳大利亞和日本度過。

## 外部連結
- Scott Foley在互联网电影资料库（IMDb）上的資料（英文）
- Scott Foley Bio at CBS - The Unit（页面存档备份，存于）
- Scott Foley interview（页面存档备份，存于）